# Кызыл-Туу (Иссык-Кульская область)

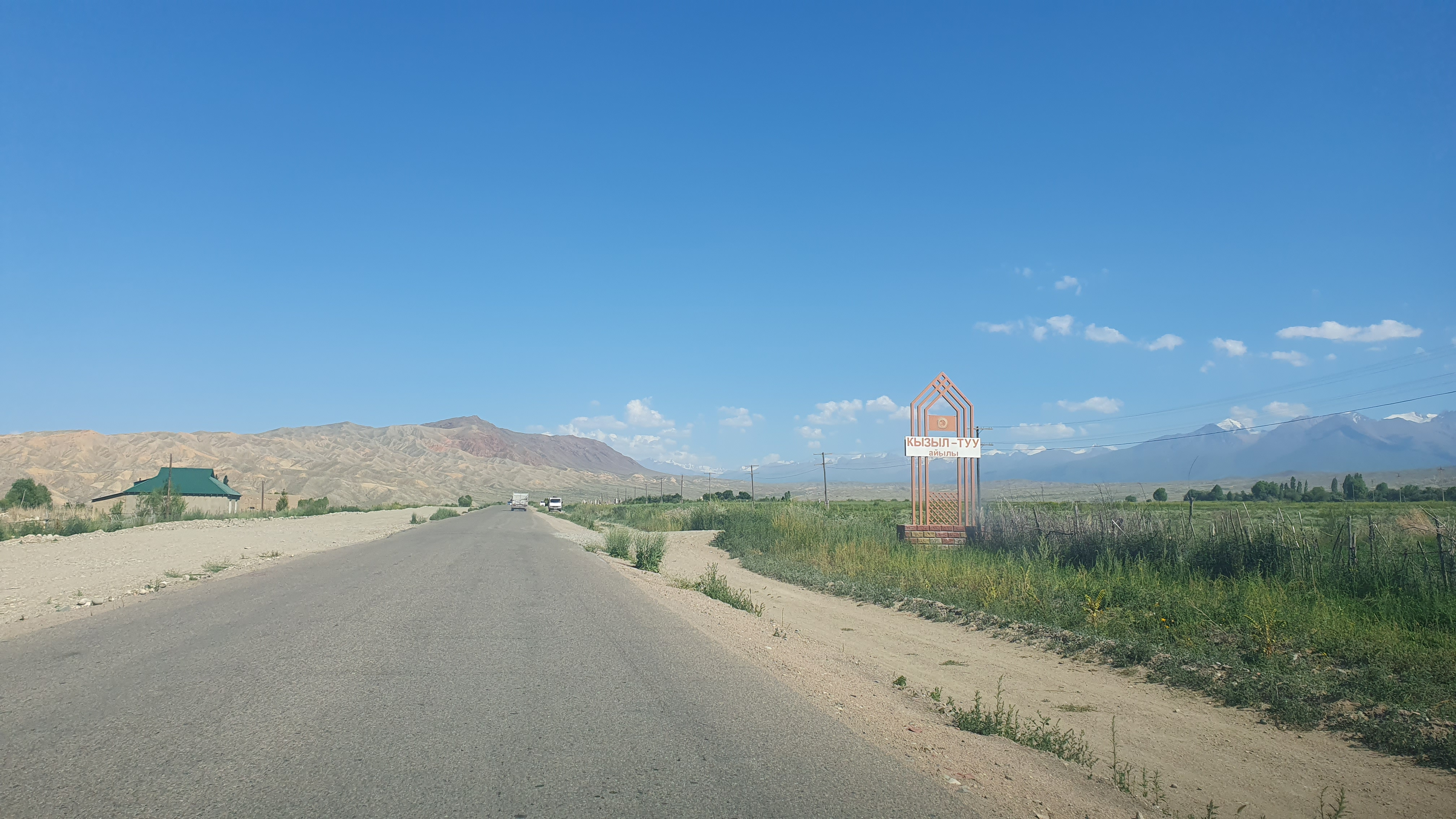

Кызыл-Туу (кирг. Кызыл-Туу) — село в Тонском районе Иссык-Кульской области Кыргызстана. Входит в состав Ак-Терекского аильного округа. Код СОАТЕ — 41702 220 805 06 0.

## Население
По данным переписи 2009 года, в селе проживало 1407 человек.